# Voie rapide S11 (Pologne)
La voie rapide S11 (Droga ekspresowa S11) est une voie rapide polonaise d’une longueur totale prévue d'environ 550 km, qui reliera, à terme, le nord du pays à Koszalin jusqu'à la région urbaine de Katowice (sud du pays), via les grandes villes de Piła, Poznań ou encore Ostrów Wielkopolski, desservant ainsi la voïvodie de Grande-Pologne du nord au sud. Seuls près de 45 km sont en service (sur les 550 de prévus), dont le périphérique ouest de Poznań. Les déviations de Jarocin et d'Ostrów Wielkopolski sont en construction, et la mise en service complète de la voie rapide devrait être officielle aux alentours de 2020.

## Parcours
- Le parcours mentionné ici est juste celui de la voie rapide en service.

- Périphérique ouest de Poznań
- 37 Poznań Północ : Poznań (nord), Złotkowo, Suchy Las DK11
- 38 Poznań Rokietnica : Rokietnica , Kiekrz
- 39 Poznań Napachanie : Rokietnica, Szamotuły DW184
- 40 Poznań Tarnowo Podgórne : Poznań (centre) (ouest), Tarnowo Podgórne, Pniewy DK92
- 41 Poznań Ławica : Aéroport de Poznań-Ławica, Buk DW307
- 42 Poznań Dąbrówka : Dąbrówka, Poznań (ouest)
  -  Aire de repos Dopiewo (dans les deux sens)
- Échangeur entre S11, A2 E30 et S5 (en construction) Poznań Zachód : Świecko (frontière allemande), Berlin (Allemagne), Leszno, Wrocław (en construction)
- Périphérique sud de Poznań, tronçon commun avec l'A2 et la S5.
- 43 Poznań Komorniki : Poznań (centre), Komorniki, Stęszew, Leszno, Wrocław DK5 E261 DW196
- 44 Poznań Luboń : Poznań (centre, sud, Wilda), Luboń, Puszczykowo, Mosina DW430
- Échangeur entre S11 et A2 Poznań Krzesiny : Poznań (est), Łódź, Varsovie, Gniezno, Bydgoszcz
- Fin du tronçon commun avec l'A2 et la S5.
- Aire de service Jaryszki (sens Pyrzowice-Koszalin)
- 45 Koninko : Swarzędz
- 46 Gądki : Gądki
- 47 Borówiec : Borówiec
- 48 Kórnik Północ : Kórnik, Mosina DW431 DW434
- 49 Kórnik Południe : Kórnik
- Fin de la voie rapide, prolongée vers Jarocin, Ostrów Wielkopolski et Katowice.
- Reprise de voie rapide. Tronçon commun avec la route nationale 15.
- Mieszków : Mieszków DK11 DK15
- Jarocin : Jarocin, Gizałki, Rychwał DW443
- Fin de la voie rapide, prolongée vers Ostrów Wielkopolski et Katowice.
- Reprise de voie rapide. Périphérique est de Ostrów Wielkopolski.
- Ostrów Wielkopolski Północ : Franklinów, Ostrów Wielkopolski (nord)
- Ostrów Wielkopolski Wschód : Ostrów Wielkopolski, Krotoszyn, Kalisz DK25
- Tronçon commun avec la route nationale 25.
- Ostrów Wielkopolski Południe : Ostrów Wielkopolski (est)
- Fin de la voie rapide, prolongée vers Katowice.